# ERT3
ERT3 (грец. Ελληνική Ραδιοφωνία Τηλεόραση 3) — культурно-освітній телеканал Грецької корпорації телерадіомовлення, заснований 14 грудня 1988 року під назвою ERT3, з 1987 по 2013 роки — ET3.
ET3 здійснює телевізійне мовлення із Салонік і являє собою грецький телеканал із найбільшою регіональною мережею. Окремі регіональні студії діють в містах Флорина, Комотіні, Александруполіс і на островах Парос, Лесбос та Самос. На сучасному етапі телеканал має партнерські відносини з каналами на Балканах і в Росії задля взаємного обміну програмами.
11 червня 2013 року уряд Антоніса Самараса закрив телеканал, однак його працівники продовжували нелегальне мовлення через Інтернет та супутникове телебачення. 11 червня 2015 року уряд Алексіса Ципраса відновив телеканал під назвою ERT3.